# Eenvoudige schuldigverklaring
De veroordeling bij eenvoudige schuldigverklaring kan in België door de strafrechter worden uitgesproken indien de duur van de strafvervolging de redelijke termijn, die volgens artikel 6 § 1 van het Europees Verdrag voor de Rechten van de Mens moet worden in acht genomen, overschrijdt. Wanneer de veroordeling bij eenvoudige schuldigverklaring wordt uitgesproken, wordt de verdachte veroordeeld in de kosten en, zo daartoe aanleiding bestaat, tot teruggave. De bijzondere verbeurdverklaring wordt uitgesproken. Aldus bepaalt artikel 21ter van de Voorafgaande titel van het Wetboek van strafvordering. Artikel 21ter werd in de Voorafgaande titel van het Wetboek van strafvordering ingevoegd bij artikel 2 van de wet van 30 juni 2000 tot invoeging van een artikel 21ter in de voorafgaande titel van het Wetboek van strafvordering (Belgisch Staatsblad van 2 december 2000).
Bij wet van 31 juli 2009 is bepaald dat eenvoudige schuldigverklaringen worden opgenomen in het centraal strafregister, maar niet worden vermeld op het uittreksel uit het strafregister. De informatie is dus vooral bestemd om mee te wegen wanneer nieuwe feiten worden gepleegd, zonder de re-integratie te hinderen.
Artikel 6 § 1 van het Europees Verdrag voor de Rechten van de Mens en artikel 14 § 1 van het Internationaal verdrag inzake burgerrechten en politieke rechten verlenen eenieder, bij het vaststellen van zijn burgerlijke rechten en verplichtingen of bij het bepalen van de gegrondheid van een tegen hem ingestelde strafvordering, recht op behandeling van zijn zaak binnen een redelijke termijn. Beide verdragsartikelen, die self executing zijn, laten echter na te bepalen welke gevolgen er moeten verbonden worden aan de overschrijding van de redelijke termijn.
Voor de inwerkingtreding van artikel 21ter van de Voorafgaande titel van het Wetboek van strafvordering bestond er in de rechtspraak en de rechtsleer een discussie over de gevolgen van het overschrijden van de redelijke termijn voor de strafvordering. Sommigen opperden de mening dat de strafvordering in dat geval onontvankelijk was. Bij arrest van 9 december 1997 besliste het Hof van Cassatie de strafrechter, in geval van overschrijding van de redelijke termijn, de veroordeling bij eenvoudige schuldigverklaring kon uitspreken, of de straf gevoelig kon verminderen. Deze rechtspraak van het Hof van Cassatie werd bekrachtigd in artikel 21ter van de Voorafgaande titel van het Wetboek van strafvordering. Het Hof van Cassatie had in het arrest van 9 december 1997 beslist: 'Dat de feitenrechter, wanneer hij regelmatig vaststelt dat de redelijke termijn overschreden is, de strafvordering niet op deze grond onontvankelijk of vervallen mag verklaren; dat hij in voorkomend geval de straf tot het wettelijke minimum kan terugbrengen en zelfs kan volstaan met een schuldigverklaring'.

## De redelijke termijn moet overschreden zijn
Er moet een overschrijding zijn van de redelijke termijn bedoeld in artikel 6 § 1 van het Europees Verdrag voor de Rechten van de Mens. Artikel 6 § 1 van het EVRM bepaalt dat eenieder bij het bepalen van de gegrondheid van een tegen hem ingestelde vervolging recht heeft op een eerlijke en openbare behandeling van zijn zaak, binnen een redelijke termijn.
In een vonnis van de correctionele rechtbank van Hasselt van 1 maart 2007 (zie http://www.diversiteit.be/) werd in verband met de redelijke termijn overwogen: 'De rechtbank stelt vast dat het onderzoek werd afgesloten per 21.09.2005 en dat op 15.09.2006 bevel tot dagvaarding werd gegeven aan de heer deurwaarder. Derhalve is een periode van bijna 1 jaar verlopen tussen het einde van het vooronderzoek en het aanhangig maken voor het vonnisgerecht. Het verloop van een dergelijke lange periode maakt in casu een overschrijding uit van de redelijke termijn in de zin van artikel 6.1 EVRM en artikel 14.3 IVBPR. In toepassing van artikel 21ter V.T.Sv. is de rechtbank van oordeel dat in deze de veroordeling bij eenvoudige schuldigverklaring passend voorkomt.' Het beschikkend gedeelte van het vonnis luidde dan ook: 'Verklaart beklaagde schuldig aan het ten laste gelegde feit zoals in de dagvaarding omschreven'.
Indien de duur van de strafvervolging de redelijke termijn overschrijdt, kan de rechter de veroordeling bij eenvoudige schuldigverklaring uitspreken of een straf uitspreken die lager kan zijn dan de wettelijke minimumstraf. De veroordeling bij eenvoudige schuldigverklaring is dus niet de enige mogelijkheid die de rechter heeft wanneer hij vaststelt dat de redelijke termijn is overschreden. Het verlagen van de straf moet hier niet aan de orde komen.
Bij de beoordeling van de vraag of de redelijke termijn al dan niet werd overschreden, houdt de rechter rekening met feitelijke gegevens eigen aan de zaak en volgens de criteria van de complexiteit van de zaak, de houding van de gerechtelijke overheden, de houding van de betrokkene en het belang dat de zaak heeft voor die betrokkene. De rechter moet niet noodzakelijk alle criteria in zijn beoordeling betrekken, indien één of meerdere criteria op zich reeds doorslaggevend is of zijn.
In een arrest van 25 januari 2022 voegde het Hof van Cassatie hieraan toe:
4. Ook in eenvoudige zaken moet het redelijketermijnvereiste worden geëerbiedigd. Uit het eenvoudig karakter van een zaak volgt immers noodzakelijkerwijze dat de redelijke termijn sneller zal worden bereikt. De met het onderzoek en de berechting belaste overheden moeten met dit gegeven rekening houden.
5. Ook in zaken die niet noodzakelijk zullen leiden tot een zware veroordeling of een vrijheidsberoving moet het redelijketermijnvereiste worden nageleefd.

## De overschrijding van de redelijke termijn mag geen invloed hebben gehad op de bewijslevering of op de uitoefening van het recht van verdediging
Het staat niet vermeld in artikel 21ter van de Voorafgaande titel van het Wetboek van strafvordering. Het wordt echter aangenomen door het Hof van Cassatie. De overschrijding van de redelijke termijn mag geen invloed hebben gehad op de bewijsvoering of op de uitoefening van het recht van verdediging (arrest van het Hof van Cassatie van 31 oktober 2001, zie op https://web.archive.org/web/20100305192116/http://jure.juridat.just.fgov.be/).
Indien de overschrijding van de redelijke termijn invloed heeft gehad op de bewijsvoering of op de uitoefening van het recht van verdediging, dan zal de regeling als volgt zijn. De vonnisrechter dient, indien de bewijsvoering onmogelijk is geworden, de beklaagde vrij te spreken en, indien het recht van verdediging ernstig en onherstelbaar is aangetast, dient het vonnisgerecht de onontvankelijkheid van de strafvordering vast te stellen. Een veroordeling bij eenvoudige schuldigverklaring zal dan niet mogelijk zijn. Aldus leest men in het arrest nr. 16/2010 van het Grondwettelijk Hof van 18 februari 2010, in overweging B.2.

## Veroordeling bij eenvoudige schuldigverklaring
De rechter kan, in geval van overschrijding van de redelijke termijn, een veroordeling bij eenvoudige schuldigverklaring uitspreken. Er werd in de rechtsleer getwist of deze veroordeling bij eenvoudige schuldigverklaring een veroordeling is of niet. Wat er ook van zij, men is het erover eens dat het Hof van Cassatie deze maatregel als een veroordeling beschouwt. Tijdens de bespreking van het wetsvoorstel dat tot artikel 21ter van de Voorafgaande titel van het Wetboek van strafvordering heeft geleid, verklaarde senator Hugo Vandenberghe: 'De eenvoudige schuldigverklaring dient immers als een straf te worden aangezien' (Senaat, vergadering van donderdag 22 juni 2000, Handelingen 2-57). Ook de vermelding van de veroordeling bij eenvoudige schuldigverklaring in het strafregister, thans opgenomen in artikel 590 van het Wetboek van strafvordering, wijst in de richting van een veroordeling (tot een straf). 

## Bijkomende veroordelingen in de wet vermeld
Wanneer de veroordeling bij eenvoudige schuldigverklaring wordt uitgesproken, wordt de verdachte veroordeeld in de kosten en, zo daartoe aanleiding bestaat, tot teruggave. De bijzondere verbeurdverklaring wordt uitgesproken. Er wordt aangenomen dat de bijzondere verbeurdverklaring die kan worden uitgesproken de verplichte verbeurdverklaring is. De facultatieve verbeurdverklaring daarentegen zou niet kunnen worden uitgesproken.

## Andere veroordelingen die mogelijk zijn
Na een veroordeling bij eenvoudige schuldigverklaring zijn alle veroordelingen mogelijk die geen straf zijn. Een veroordeling bij eenvoudige schuldigverklaring, in toepassing van artikel 21ter van de Voorafgaande titel van het Wetboek van strafvordering, staat niet in de weg aan veroordelingen die geen straf uitmaken (arrest van het Hof van Cassatie van 10 december 2002 ).
De veroordeelde zal dus kunnen veroordeeld worden tot schadevergoeding aan de burgerlijke partij.
In geval van stedenbouwovertreding zal een herstelmaatregel inzake ruimtelijke ordening kunnen en zelfs moeten bevolen worden. Dit lijkt zo te blijven na het arrest-Hamer van het Europees Hof voor de Rechten van de Mens.
De vergoeding bedoeld in artikel 11bis van de Sociale Documentenwet (Koninklijk Besluit nr. 5 van 23 oktober 1978 betreffende het bijhouden van sociale documenten) kon uitgesproken worden.

## Geen veroordeling tot het betalen van een bijdrage aan het Slachtofferfonds
Bij iedere veroordeling tot een criminele of correctionele hoofdstraf spreekt de rechter de verplichting uit om een bedrag van 25 EUR te betalen als bijdrage tot het Fonds tot hulp aan de slachtoffers van opzettelijke gewelddaden en aan de occasionele redders (Slachtofferfonds). Dit bedrag wordt verhoogd met de opdecimes en kan gewijzigd worden bij Koninklijk Besluit vastgesteld na overleg in de Ministerraad (artikel 29 van de wet van 1 augustus 1985 houdende fiscale en andere bepalingen). Thans bedraagt deze bijdrage 137,50 euro. In geval van veroordeling bij eenvoudige schuldigverklaring wordt er echter geen criminele of correctionele hoofdstraf uitgesproken. Er volgt dus ook geen veroordeling tot het betalen van de bijdrage aan het Fonds tot hulp aan de slachtoffers van opzettelijke gewelddaden en aan de occasionele redders.

## De opschorting van de uitspraak van de veroordeling is een zwaardere sanctie
De opschorting van de uitspraak van de veroordeling in de zin van de Probatiewet is een zwaardere maatregel dan de veroordeling bij eenvoudige schuldigverklaring. Indien de rechters in hoger beroep een veroordeling bij eenvoudige schuldigverklaring willen vervangen door de opschorting, dan is eenparigheid van stemmen vereist (artikelen 172 en 211bis van het Wetboek van strafvordering). De opschorting kan gepaard gaan met bijkomende probatievoorwaarden.

## Vermelding van de veroordeling in het strafregister
Volgens artikel 590, al. 1, 17°, van het Wetboek van strafvordering wordt de veroordelingen met eenvoudige schuldigverklaring uitgesproken met toepassing van artikel 21ter van de wet van 17 april 1878, houdende de voorafgaande titel van het Wetboek van strafvordering opgenomen in het strafregister.

## Een alleenstaand vonnis van de Correctionele Rechtbank van Dinant
De correctionele rechtbank van Dinant heeft in een vonnis van 19 januari 2005 beslist dat de veroordeling bij eenvoudige schuldigverklaring moet kunnen worden uitgesproken in alle gevallen waarin de toepassing van de strafwet meer leed en onrecht zou kunnen veroorzaken dan ze (de strafwet) tot doel heeft te voorkomen of te herstellen. Volgens de correctionele rechtbank te Dinant kan de veroordeling bij eenvoudige schuldigverklaring dus ook worden uitgesproken wanneer de redelijke termijn niet overschreden is. Dit vonnis heeft geen navolging gevonden.